# Maria Ossowska

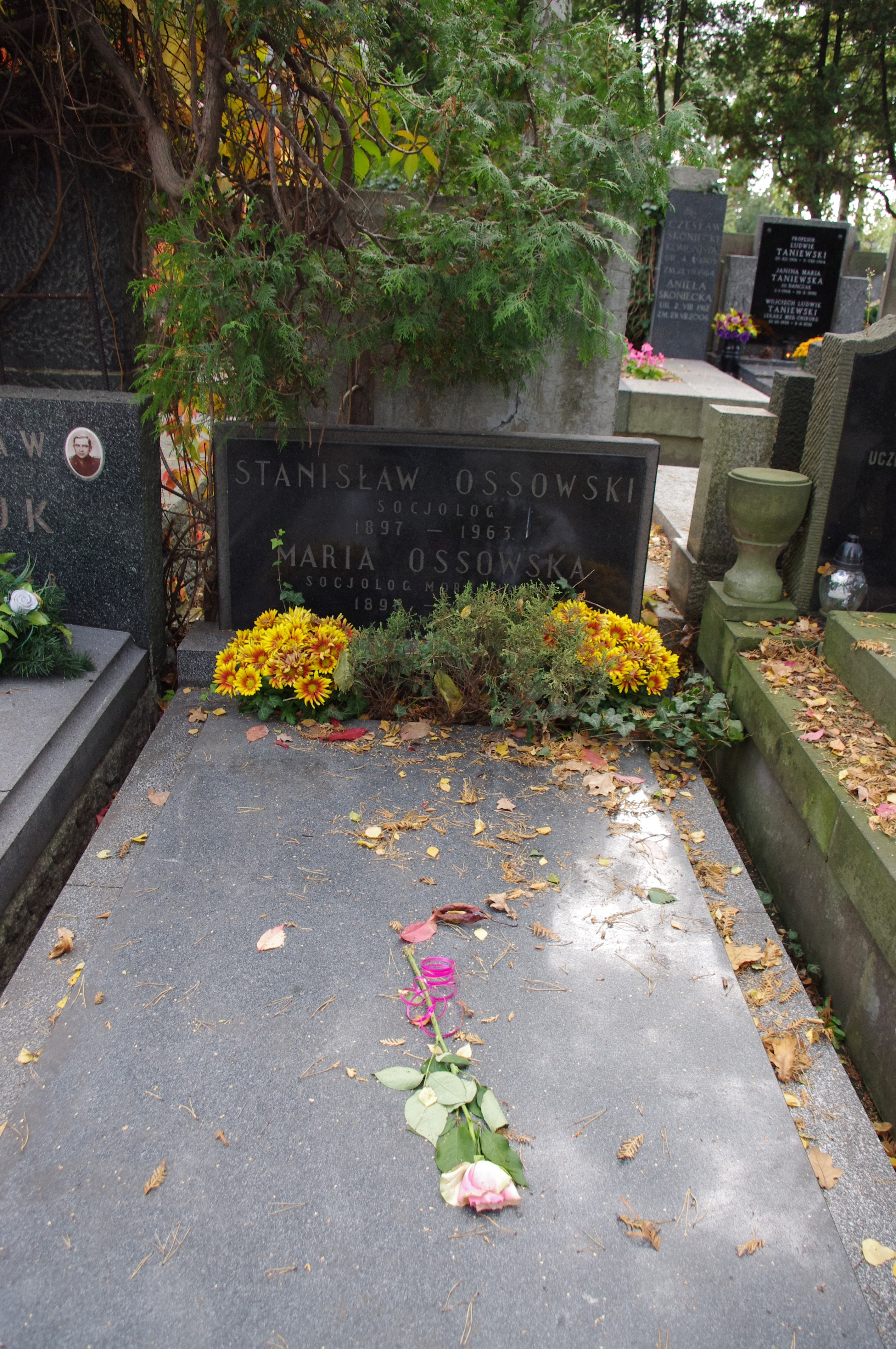
Grób Ossowskich na Cmentarzu Wojskowym na Powązkach (2012)

Maria Jadwiga Ossowska z domu Niedźwiecka (ur. 16 stycznia 1896 w Warszawie, zm. 13 sierpnia 1974 tamże) – polska etyczka, teoretyczka, socjolożka i psycholożka moralności.

## Życiorys
Uczennica Tadeusza Kotarbińskiego i Jana Łukasiewicza. Pod opieką tego ostatniego w 1921 roku obroniła pracę doktorską poświęconą etyce stoików. Po otrzymaniu tytułu doktora, a przed podjęciem pracy na Uniwersytecie Warszawskim, studiowała na Sorbonie. Po habilitacji (uzyskanej w 1932 roku) wyjechała na stypendium do Wielkiej Brytanii, gdzie przebywała do 1935 roku. W czasie wojny wykładała na tajnym uniwersytecie, w mieszkaniu Ossowskich na Żoliborzu, wraz z mężem angażowała się w pomoc Żydom (jeszcze przed wojną była przeciwniczką wprowadzenia getta ławkowego). W latach 1945–1948 profesor Uniwersytetu Łódzkiego, gdzie uczyła etyki m.in. Leszka Kołakowskiego. Od 1948 wykładowca Uniwersytetu Warszawskiego. W latach 1952–1962 kierowniczka Zakładu Historii i Teorii Moralności Instytutu Filozofii i Socjologii PAN. W 1972 otrzymała nagrodę państwową I stopnia. Żona Stanisława Ossowskiego. Pochowana na cmentarzu Powązki Wojskowe w Warszawie (kwatera C2-9-9).

## Wybrane publikacje
- Podstawy nauki o moralności, wydawnictwo Czytelnik 1947
- Motywy postępowania: z zagadnień psychologii moralności, wydawnictwo "Książka i Wiedza" 1949 ISBN 83-05-13245-5
- Moralność mieszczańska, Zakład Narodowy im. Ossolińskich 1985, ISBN 83-04-01877-2
- Socjologia moralności: zarys zagadnień, Państwowe Wydawnictwo Naukowe 1963 ISBN 83-01-14009-7
- Myśl moralna oświecenia angielskiego, Państwowe Wydawnictwo Naukowe 1966
- Normy moralne, Państwowe Wydawnictwo Naukowe 1970 ISBN 83-01-13278-7
- Ethos rycerski i jego odmiany, Państwowe Wydawnictwo Naukowe 1973 ISBN 978-83-01-13277-4
- O człowieku, moralności i nauce: miscellanea, Państwowe Wydawnictwo Naukowe 1983 ISBN 83-01-0080-16

Ostatnia z wymienionych książek jest zbiorem prac Marii Ossowskiej, opublikowanych w latach 1919–1974. Autorka napisała we wstępie:

Ta próba systematyzacji może posłużyć jako punkt zaczepienia dla dyskusji, której wzniecenie stawiam sobie przede wszystkim za cel.
Przez dyskusję bowiem, a nie przez formułowanie bezapelacyjnych nakazów albo zakazów, kształci się jak myślę świadomość moralną.